# Lispe niveimaculata
Lispe niveimaculata este o specie de muște din genul Lispe, familia Muscidae, descrisă de Stein în anul 1906. Conform Catalogue of Life specia Lispe niveimaculata nu are subspecii cunoscute.